# Visual Shock Vol.5 Part1&2
Visual Shock #5 Part 1&2 è un dvd degli X Japan. Inizialmente venduto come due VHS separate (uscite rispettivamente il 1º gennaio e il 5 marzo del 1997), il contenuto venne raccolto in un unico DVD uscito il 4 dicembre 2002. In esso sono contenuti tutti i videoclip promozionali della band dal 1995 al 1997, più alcune rarità e versioni live. Alla fine della seconda parte vi è una traccia fantasma, Rusty Nail. La versione è quella originale da studio, ma è montata su scene live.

## Tracce
- Part 1

1. AMETHYST - (YOSHIKI)
2. DAHLIA - (YOSHIKI - YOSHIKI)
3. SCARS - (HIDE - HIDE)
4. FOREVER LOVE - (YOSHIKI - YOSHIKI)
5. LONGING, THE POEM - (YOSHIKI - YOSHIKI)
6. WEEK END - (YOSHIKI - YOSHIKI)
7. TEARS - (Hitomi Shiratori & YOSHIKI - YOSHIKI)

- Part 2

1. WHITE POEM I - (YOSHIKI - YOSHIKI)
2. CRUCIFY MY LOVE - (YOSHIKI - YOSHIKI)
3. WRIGGLE - (HEATH & PATA)
4. DRAIN - (HIDE & TOSHI - HIDE)
5. RECORDING SESSIONS
6. FOREVER LOVE (ACOUSTIC) - (YOSHIKI - YOSHIKI)
7. Rusty Nail (GHOST TRACK) - (YOSHIKI - YOSHIKI)

## Formazione
- Toshi - voce
- HEATH - basso
- PATA - chitarra
- Hide - chitarra
- Yoshiki - batteria & pianoforte